# Donja Vlahinička
Donja Vlahinička – wieś w Chorwacji, w żupanii sisacko-moslawińskiej, w gminie Popovača. W 2011 roku liczyła 551 mieszkańców.